# ظهر اليوم العاشر (وثائقي)

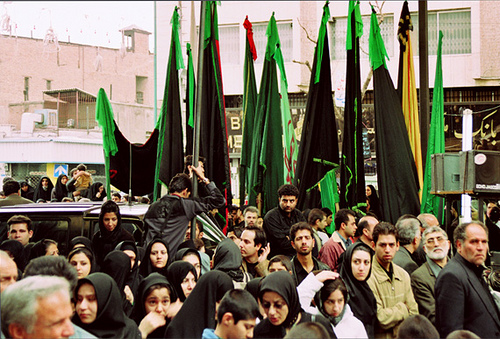
يوم عاشوراء هو يوم الحداد التقليدي على وفاة حفيد النبي محمد في معركة كربلاء في 10 كانون الأول 680 م

ظهر اليوم العاشر هو فيلم وثائقي من إنتاج محمود شولي زاده عام 1988 عن الناس في الحزن في عاشوراء في مدينة خوانسار في محافظة أصفهان، في إيران. في هذه المراسم التي تُقام كل عام في اليوم العاشر من محرم عند المسلمين الشيعة، تظهر عادات الحزن العام على فقدان زعيمهم الديني. في هذا الفيلم، يُعاد بناء مشاهد شعرية ودرامية من معركة كربلاء.
شارك هذا الفلم في مهرجان الفيلم القصير في أصفهان، في إيران، عام 1991 م.

## المواصفات الفنية وطاقم التصوير
- فيلم وثائقي، إيران، 1988، تصوير بيتاكام، 25 دقيقة
- كاتب السيناريو والمخرج: محمود شولي زاده،
- المصور: محمد دودنجه
- تعديل: علي تهويل داري
- المنتج: جواد بيهاني (إيريب، أصفهان)

## طالع أيضًا
- قائمة الأفلام الإسلامية